# Glukoseabhängiges insulinotropes Peptid
Das Glukoseabhängige insulinotrope Peptid (GIP), früher mit dem gleichen Akronym als Gastroinhibitorisches Peptid oder Gastrointestinales inhibitorisches Peptid bezeichnet, besteht aus 42 Aminosäuren und ist ein in den K-Zellen des Zwölffingerdarms (Duodenum) gebildetes Peptidhormon.
Früher wurden die Neutralisierung der Magensäure (vgl. pH-Wert) und die Verlangsamung der Magenentleerung als Hauptwirkung angesehen. Diese Effekte werden aber erst bei unphysiologisch hohen GIP-Konzentrationen beobachtet, üblicherweise werden sie jedoch durch ein anderes Hormon, nämlich  Sekretin, gesteuert.
Heute ist als Hauptwirkung eine Stimulation der Insulinausschüttung in den B-Zellen der Bauchspeicheldrüse (Pankreas) nach Nahrungsaufnahme nachgewiesen. Eine Hemmung der GIP-Wirkung vermindert die Entwicklung von Fettsucht und Insulinresistenz bei einer fettreichen Diät. Es wird vermutet, dass GIP bei nachlassender Insulinwirkung eine entscheidende Rolle für den Wechsel von Fettoxidation zu Fettspeicherung spielt. So könnte es für die Sekundärprävention der Insulinresistenz eine wichtige Rolle spielen.